# 脫殼穿甲彈

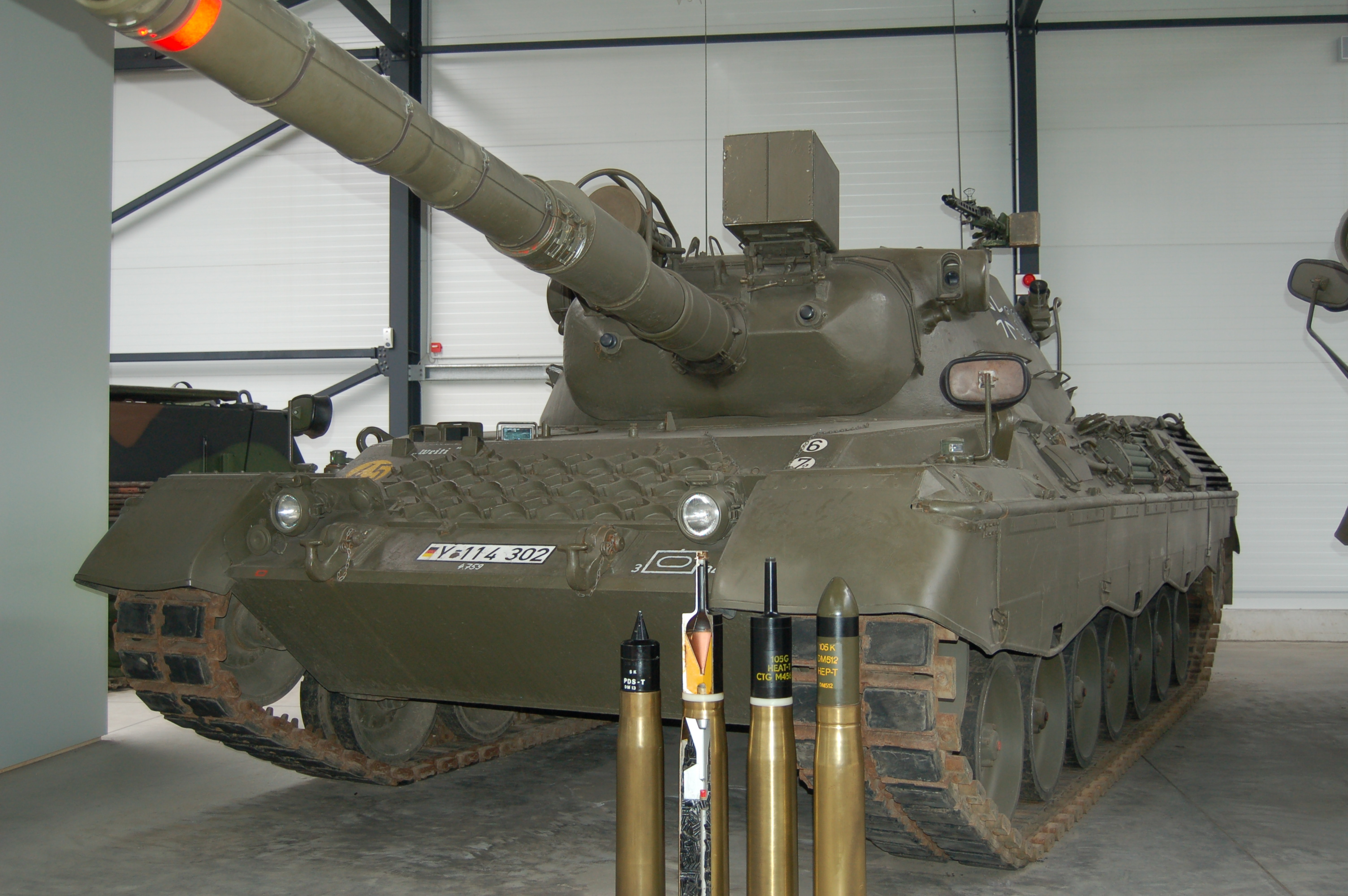
德國豹1型坦克所使用的英國製L7105毫米口徑的脫殼穿甲彈 (左一)

脫殼穿甲彈（Armour Piercing Discarding Sabot，APDS）曾是坦克炮發射的動能穿甲弹的主流，在第二次世界大戰時已出現，就是在一個比主炮口徑小的鎢合金製彈芯再套上由輕金屬製造的套環，套環和主炮口徑相同，當發射時輕金屬套環脫落而鎢合金彈芯繼續飛向目標，這是為了要兼顧以大口徑坦克炮發射高速炮彈和以小口徑炮彈較易穿透裝甲的要求，這種炮彈的彈芯長徑比不可大於1:7，以便用線膛炮發射。現今脫殼穿甲彈已大多被翼穩脫殼穿甲彈（APFSDS）所取代。